# Ken Matsui
Ken Matsui (松井謙 (Matsui Ken?); Prefettura di Aichi, 15 gennaio 2001) è un lottatore giapponese, specializzato nella lotta greco-romana, campione iridato ai mondiali di Oslo 2021.

## Palmarès
| Anno | Manifestazione              | Sede     | Evento | Risultato | Note |
| ---- | --------------------------- | -------- | ------ | --------- | ---- |
| 2016 | Mondiali cadetti            | Tbilisi  | 54 kg  | 10º       |      |
| 2017 | Mondiali cadetti            | Atene    | kg     | Oro       |      |
| 2018 | Campionati asiatici cadetti | Tashkent | 55 kg  | 10º       |      |
| 2019 | Mondiali junior             | Tallinn  | 55 kg  | Bronzo    |      |
| 2021 | Mondiali                    | Oslo     | 55 kg  | Oro       |      |